# تدفق خلال الكيان
تدفق خلال الكيان (بالإنجليزية: Flow-through entity، واختصارًا: FTE) هو كيان قانوني يتدفق من خلاله الدخل إلى المستثمرين والمالكين، إذ يُعامل الدخل القادم من الكيان معاملة دخل المستثمرين والمالكين. يُعرف التدفق خلال الكيان أيضاً باسم مرور خلال الكيان أو كيان مالي شفاف. بالاعتماد على قوانين الضرائب المحلية. تمنع بنية التدفق خلال الكيان ازدواجَ الضرائب وضرائب الحصص؛ لأن المستثمرين والمالكين تُجبى منهم ضرائب الإيرادات فقط. لأهداف ضريبية يُعتبر تدفق خلال الكيان غير موجود؛ لأن الضرائب لا تٌجبى منه بل تنتقل إلى عائد ضريبي آخر.
الأنواع الشائعة من التدفق خلال الكيان هي الشراكة العامة والشراكة المحدودة والشراكة محدودة المسؤولية. في الولايات المتحدة توجد أنواع أخرى تشمل الشركات التعاونية، وودائع الدخل، والشركات محدودة المسؤولية.
تطلب أغلب الدول تدفقاً خلال الكيان لعمل ملف من العائد السنوي ورفع تقارير عن حصص الدخل المخصصة إلى المالكين، ولتوفير بيان لكل مالك عن دخله المخصص لتمكينه من رفع تقارير عن دخله المخصص على عوائد الضرائب. في الولايات المتحدة الأمريكية يُعرف بيان الدخل المخصص باسم جدول كيه-1 أو استمارة كيه-1.

## التعاريف
حسب المكتب العالمي للوثائق المالية (آي بي إف دي) يعرَّف تدفق خلال الكيان على أنه كيان غير خاضع للضريبة، مثل الشراكة التي تعتبر فيها النفقات والدخل تابعين لكل الشركاء حسب مبدأ الشفافية. يستند تدفق خلال الكيان على نظريات مثل نظرية الأنابيب أو نظرية القنوات التي تعرَّف على أنها طريقة لدمج الضرائب على مستوى الكيان والمشاركين فيه التي بموجبها يتدفق الدخل أو الخصومات من الكيان إلى المشتركين فيه. إذ يُعتبر الكيان  امتدادًا للمشتركين فيه. تخضع الشراكة إلى الضرائب حسب نظام القنوات الذي يتناقض مع النظام الكلاسيكي.

## أنواع التدفق خلال الكيان
في الولايات المتحدة، تشمل أنواع التدفق خلال الكيان على الملكية الفردية والشراكة والشركات التعاونية. تُدفع  الضرائب في هذه الأنواع بمعدل فردي من قبل المالكين. بالإضافة إلى الودائع والشركات محدودة المسؤولية.
تؤسَّس المشاريع التجارية في الولايات المتحدة -حسب شبكة سي إن إن التلفزيونية- على أنها أوعية تمريرية لا على أنها شركات تعاونية. يعني هذا أن الربح العائد من تلك المشاريع يمرَّر إلى المالكين وحاملي الأسهم والشركاء الذين يدفعون ضرائب على عوائدهم الشخصية بموجب معدلات ضريبة الدخل العادية. بمعنى آخر، لا تُفرض على هذه المشاريع الضرائب على أنها شركات تعاونية، بل تجبى الضرائب من العوائد كما لو كان العائد شخصياً.

### الملكية الفردية
المالك الوحيد هو شخص يملك شركة منفردة غير مدمجة بمفرده. مع ذلك، إذا كنت العضو الوحيد في شركة محلية ذات مسؤولية محدودة (إل إل سي)، فإنك لا تُعتبر المالك الوحيد إذا اخترت معاملة الشركة محدودة المسؤولية على أنها شركة تعاونية. في الولايات المتحدة، يجب على المالكين الوحيدين الإبلاغ عن جميع إيرادات العمل أو خسائره وعن عائد ضريبة الدخل الشخصي الخاص بهم، إذ لا تخضع الشركة للضرائب بشكل منفصل. وتشير مصلحة الضرائب (آي آر إس) إلى تلك الضرائب على أنها (تمريرية)، إذ إن الأرباح تمرَّر لكي تجبى منها الضرائب من العائد الضريبي الشخصي.

### شركة تعاونية
تخضع حملة أسهم الشركة للضريبة على حصص المساهمين التناسبية من الدخل اعتمادا على حصصهم في الشركة التي لا تخضع للضريبة بحد ذاتها.

### السندات واستراتيجية بيع السندات الاختياري
تشتمل التدفقات -خلال الكيان الموجود في قاموس مصطلحات الضرائب العالمي (آي بي إف دي 2009)- على السندات واستراتيجية بيع السند الاختياري، وهي إستراتيجية استثمارية طُورت في الولايات المتحدة لتقليل الضرائب المدفوعة دون التأثير السلبي على الاقتصاد؛ إذ تُستعمل شراكات أو تدفق خلال الكيان للاستثمار في بلدان أجنبية لإجراء الصفقات. وتُسمى الصفقات التي تتم بهذه الاستراتيجية بصفقات ابن صاحب الشركة.

## تسلسل زمني
وفقًا لتقرير نشرته بروكينغز في مايو 2017، في أوائل الثمانينيات كان كل الدخل القادم من الأعمال يأتي من شركات تعاونية من نوع إس. التي كانت تُفرض عليها الضرائب بشكل منفصل عن مالكيها.
في ديسمبر 2004، أُلغي استثمار تسنيد الأصول المالية (إف إيه إس آي تي) الذي كان كياناً متدفقاً أُنشئ في الولايات المتحدة، وهو أداة استثمارية تُستخدم في مجمعات القبض غير المرتبطة بالرهن العقاري مثل مستحقات بطاقات الائتمان وقروض السيارات وقروض البناء وعقود الإيجار. في 24 أكتوبر 2004 أعفي (إف إيه إس آي تي) من الإلغاء.
بحلول عام 2005، نظرت مصلحة الإيرادات الداخلية الأمريكية إلى إستراتيجية بيع السندات الاختياري على أنها صفقة مسيئة سُوِّقت بقوة في أواخر التسعينيات وعام 2000 للأثرياء. ألزمت مصلحةُ الضرائب (مبادرة تسوية) دافعي الضرائب بالتنازل عن 100 في المئة من الخسائر الضريبية، ودفع غرامة إما بنسبة 10 في المئة أو 20 في المئة  ما لم يكشفوا عن الصفقات السابقة لمصلحة الضرائب.
بحلول عام 2013، حُصل على 44 في المئة فقط من دخل أصحاب الأعمال عبر شركات إس.
ابتداءً من عام 2013 تعهد حاكم ولاية كانساس سام براونباك بما وُصف في مقال يونيو 2017 في جريدة ذا أتلانتك على أنها التجربة الأكثر عدوانية في السياسة الاقتصادية المحافظة في تاريخ الولايات المتحدة.
من عام 2013 إلى عام 2017، حصلت 300000 شركة -كونها كيان دخل تمريري- على إعفاء ضريبي كامل؛ فتمكن آلاف من سكان كانساس من الحصول على أجورهم ورواتبهم دخلاً من الشركة بدل كونه دخلاً وظيفياً. خلقت عملية الإصلاح الضريبي لشركة بروبانك إعفاءات ضريبية على الدخل، وتخفيض ضرائب الدخل، وحذف بعض ضرائب الشركة. من عام 213 إلى عام 2017، شهدت ولاية كانساس عجزا في الميزانية بمبلغ 350 مليون دولار في فبراير 2017، ما هدد حيوية مؤسسات الولاية وبنيتها التحتية. ورد فعل لذلك أُرجعت نسبة الضرائب إلى ما كانت عليه عام 2013.
بحلول عام 2017، كسبت الشركات التمريرية غالبية الدخل العائد من الأعمال في الولايات المتحدة. يحصل أصحاب الشركات إس والشراكات الآن على نصف إجمالي الدخل من الشركات.
وفقا لمقال نشر في سبتمبر 2017 في صحيفة نيويورك تايمز، تتهيكل 95 في المئة من الشركات في الولايات المتحدة على أنها كيانات تمريرية، ما يولد الجزء الأكبر من عائدات الضرائب الحكومية.
في الثاني من ديسمبر 2017، أقر مجلس الشيوخ الأمريكي مشروع قانون تخفيض الضرائب بصفتها جزءاً من قانون تخفيض الضرائب المقترح في 2017، ما قلل الضرائب المفروضة على دخل الأعمال التمريرية من خلال السماح لهم بخصم 23 بالمئة من دخلهم. أضاف مجلس الشيوخ ميزات لمشروع القانون لمنع إساءة الاستخدام.
في مقال نشر في نوفمبر ذكرت صحيفة نيويورك تايمز أن الفاتورة الضريبية ستخفض معدل الضرائب المارة إلى 25% بغض البصر عن مستوى الدخل، بما أن 95% من الشركات هي كيانات متدفقة. من الأمثلة على ذلك: الملكية الفردية والشراكات والشركات إس التي تدفع الضرائب حاليا بالمعدل الفردي لأصحابها، فيدفع المُلّاك الضرائب كما لو كان دخلا فرديا بمعدل أقل بكثير. يمثل هذا تخفيضا كبيرا في الضرائب للمالكين، وهذا هو رأس المال مقابل العمالة. تمثل حوالي 2% تقريبا من الشركات التمريرية 40% من الدخل التمريري، واليوم تُفرض على نسبة 39.6%، وهي أعلى نسبة فردية.